# Scothern
Scothern – wieś w Anglii, w hrabstwie Lincolnshire, w dystrykcie West Lindsey. Leży 9 km na północny wschód od Lincoln i 199 km na północ od Londynu.